# Al-Mubarakijja
Al-Mubarakijja (arab. المباركية) – miejscowość w Syrii, w muhafazie Hims. W 2004 roku liczyła 1323 mieszkańców.